# Bazancourt (Oise)
Bazancourt ist eine französische Gemeinde mit 103 Einwohnern (Stand 1. Januar 2022) im Département Oise in der Region Hauts-de-France. Die Gemeinde liegt im Arrondissement Beauvais und ist Teil der Communauté de communes de la Picardie Verte und des Kantons Grandvilliers.

## Geographie
Die Gemeinde mit dem Ortsteil Froméricourt liegt rund 14 Kilometer südlich von Formerie, neun Kilometer westlich von Songeons und 10,5 Kilometer nördlich von Gournay-en-Bray an der Grenze zur Normandie.

## Einwohner
| 1962 | 1968 | 1975 | 1982 | 1990 | 1999 | 2006 | 2011 |
| ---- | ---- | ---- | ---- | ---- | ---- | ---- | ---- |
| 130  | 119  | 121  | 119  | 120  | 152  | 134  | 127  |

## Sehenswürdigkeiten
- Kirche Saint-Symphorien[1] (siehe auch: Liste der Monuments historiques in Bazancourt (Oise))

## Persönlichkeiten
- Tchicaya U Tam’si (1931–1988), kongolesischer Dichter, hier verstorben.